# Silbersalicylat
Silbersalicylat ist eine chemische Verbindung des Silbers aus der Gruppe der Salicylate.

## Gewinnung und Darstellung
Silbersalicylat kann durch Reaktion einer Lösung von Salicylsäure in Ethanol mit Silbernitrat bei 60–70 °C gewonnen werden. Diese Reaktion wird erleichtert, wenn die alkoholische Lösung der Salicylsäure zuvor mit Natronlauge neutralisiert wird (in situ Erzeugung von Natriumsalicylat und Salzmetathese). In dem Fall wird das Produkt schon bei Raumtemperatur ausgefällt. Genauso führt auch die Mischung einer wässrigen Lösung von Ammoniumsalicylat mit der wässrigen Silbernitratlösung zum Niederschlag feinverteilten Silbersalicylats im Sinne einer Salzmetathese. Um größere Kristalle zu gewinnen, ist jedoch bisher nur eine einzige Methode bekannt: Eine mit Kieselsäure angedickte Lösung von Salicylsäure muss mit der weniger dichten, verdünnten Silbernitratlösung überschichtet werden, wodurch die Bildung des Silbersalicylats ausreichend diffusionsgehemmt ist um die Bildung größerer Kristalle zu ermöglichen.

## Eigenschaften
Silbersalicylat ist ein weißer Feststoff, der als Hydrat schwer löslich in Wasser ist, sich allerdings unter Hydrolyse in Salicylsäure und Silber(I)-oxid zersetzt. Wołcyrz et al. lösten 2006 die Kristallstruktur anhand eines Vergleichs der von Pulverdiffraktometrie und Einkristalldiffraktometrie erhaltenen Ergebnisse zur Raumgruppe P21/n mit den Gitterparametern {\displaystyle a=10{,}9868(15)~\mathrm {\AA} }, {\displaystyle b=8{,}8190(18)~\mathrm {\AA} }, {\displaystyle c=7{,}398(2)~\mathrm {\AA} } und {\displaystyle \beta =112{,}27(3)~^{\circ }}. Dabei stellte sich heraus, dass die Silberionen auf eine für Salicylatsalze ungewöhnliche Art zur Dimerisierung der Moleküle im Kristall führten; strukturell vergleichbar mit dem Essigsäuredimer, wobei die Silberatome gerade einmal {\displaystyle 0{,}65~\mathrm {\AA} } weiter voneinander entfernt sind, als jeweils von dem nächstgelegenen Sauerstoffatom.

Sinnbildliche Strukturformel von kristallinem Silbersalicylat

## Verwendung
Silbersalicylat kann als Zwischenprodukt zur Herstellung von Arzneistoffen verwendet werden. Es dient auch als Promotor für die klassische Koenigs-Knorr-Reaktion, spaltet durch Bildung einer Schwefel-Silber-Bindung Thiazolidinringe und bildet bei der nukleophilen Substitution mit Iodalkanen Salicylsäureester. Als Promotor in der Glykosylierung von Sialinsäuren wird durch Silbersalicylat höchste α-Selektivität erreicht. In Alkoholfreien bzw. aprotischen Lösungsmitteln reagiert das Silbersalicylat mit den Glykosyldonoren jedoch zu am anomeren Zentrum salicylierten Verbindungen, statt zu Glykosiden, was bereits von Géza Zemplén 1915 gezeigt wurde.